# 荒木勉
荒木 勉（あらき つとむ、1949年 - ）は、日本の機械工学者。大阪大学名誉教授。元日本機械学会バイオエンジニアリング部門長。

## 人物・経歴
大阪生まれ。1972年大阪大学工学部応用物理学科卒業。1977年大阪大学大学院工学研究科応用物理学専攻博士課程修了、工学博士、日本学術振興会奨励研究員。1978年ウィスコンシン大学化学科分析化学研究室研究員。1979年徳島大学医学部第1解剖学講座助手。1986年徳島大学医学博士。1987年徳島大学工学部精密機械工学科助教授。1992年徳島大学工業短期大学部生産機械工学科教授。1993年徳島大学工学部機械工学科教授。1997年大阪大学大学院基礎工学研究科教授。2008年日本機械学会バイオエンジニアリング部門長。

## 受賞
- 2006年日本生体医工学会論文賞・阪本賞[1][2]
- 2006年生体医工学シンポジウム2006ベストリサーチアワード[1]
- 2009年日本機械学会船井賞[1]
- 2009年日本塗装技術協会賞・編集委員長賞[1]
- 2008年大阪大学教育・研究功績賞[1]
- 2007年日本機械学会バイオエンジニアリング分門業績賞[1][2]
- 2013年レーザー学会論文賞[2]
- 2013年日本機械学会バイオエンジニアリング部門功績賞[2]
- 2013年大阪大学総長顕彰[2]